# Ptyctodontida
Die Ptyctodontida (Ptyctodontidae) sind eine Gruppe der ausgestorbenen Placodermi, fischartiger, gepanzerter Wirbeltiere aus dem Devon. Die meisten lebten im Meer und wurden noch nicht einmal 20 Zentimeter lang. Isolierte, 15 bis 20 Zentimeter lange Zahnplatten, die in Nordamerika bei New York gefunden wurden, lassen allerdings eine sehr große Art von 2,5 Meter Länge vermuten.

## Merkmale

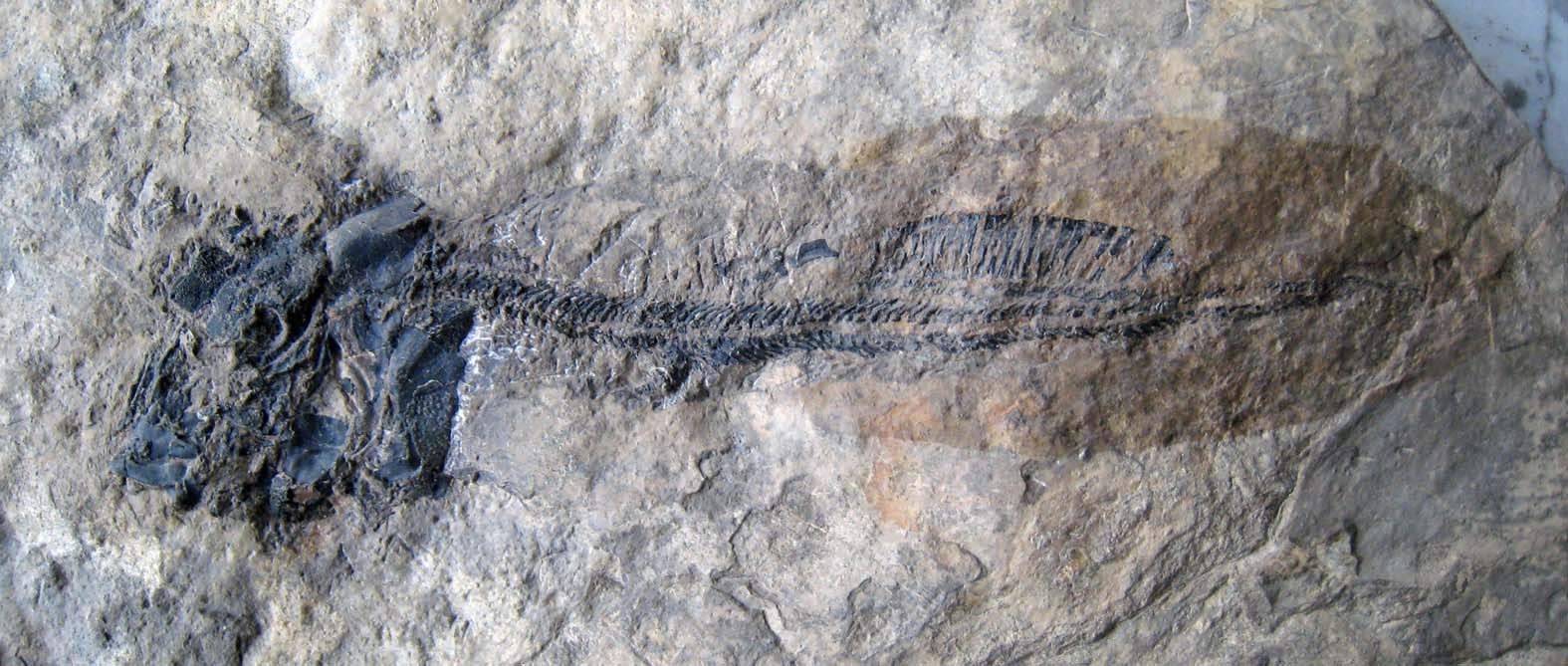
Ctenurella gladbachensis ist ein ca. 19 cm langer Panzerfisch aus dem Strundetal in der Paffrather Kalkmulde. Das Art-Epitheton bezieht sich auf den Fundort Bergisch Gladbach.

Von allen Placodermen ähneln sie am meisten modernen Fischen. Ihr Kopf war groß mit großen Augen. Der Kopfpanzer umschließt nur den hinteren Schädelteil. Der Rumpfpanzer ist kurz und ermöglichte den Tieren mit Rumpf und Schwanz schlängelnde Bewegungen auszuführen, ähnlich wie die heutigen Aale. Der ungepanzerte Rumpf war schlank und schuppenlos, die Schwanzflosse zu einem niedrigen Saum reduziert. Die Fische hatten zwei Rückenflossen, die vordere wurde bei einigen Formen auch von einem stachelartig verlängerten Teil des Rumpfpanzers gestützt. Die zweite Rückenflosse war langgestreckt und wird von vielen Flossenstrahlen gestützt. Wahrscheinlich waren die Ptyctodontiden von allen Placodermen die aktivsten Schwimmer.
In Ober- und Unterkiefer haben die Tiere je zwei charakteristische Zahnplatten. Wahrscheinlich ernährten sich die Tiere von hartschaligen, bodenbewohnenden Organismen. Der Oberkiefer besteht aus drei Knochen, die durch Knorpel miteinander verbunden waren und jeder mit dem Neurocranium verbunden war. Am Hinterkopf gibt es Hinweise auf vier Kiemenbögen. Das Gelenk zwischen Kopf- und Rumpfpanzer ist nicht so ausgeprägt wie bei den Arthrodiren. Lippen- und Rostralknorpel ähneln denen von Haien und Seekatzen.
Als einzige Placodermen zeigen die Ptyctodontida einen Sexualdimorphismus. Die Bauchflossen waren bei den Männchen zu zwei bestachelten Begattungsorganen (Pterygopodien) umgebildet, die der inneren Befruchtung dienten, ein Merkmal, das innerhalb der Placodermen einzigartig ist. Beim 2008 in Australien entdeckten Ptyctodontiden Materpiscis attenboroughi wurden auch die Überreste eines Embryos entdeckt, der etwa ein Viertel der Länge des etwa 25 Zentimeter großen Muttertieres erreichte und durch eine Nabelschnur mit ihm verbunden war. Materpiscis zeigt damit den ältesten Nachweis für Viviparie (Lebendgebären).

## Systematik
Die Ptyctodontida ähneln in ihrem äußeren Erscheinungsbild den heutigen Seekatzen (Chimaeriformes). Von einigen Wissenschaftlern wurde auch eine Verwandtschaft angenommen. Andere sind der Meinung, dass die Ähnlichkeiten auf Konvergenz beruhen und keine Verwandtschaft begründen. Auch die Pterygopodien der Ptyctodontida unterscheiden sich von den Klaspern der Chimaeriformes.
Das Taxon wurde 1932 durch Walter Robert Gross aufgestellt. Das Kladogramm zeigt die systematische Stellung der Ptyctodontida innerhalb der Placodermi nach King et al., 2017.
Gattungen:
- Campbellodus
- Chelyophorus
- Ctenurella
- Denisonodus
- Desmoporella
- Eczematolepis
- Goniosteus
- Materpiscis
- Palaeomylus
- Ptyctodopsis
- Ptyctodus
- Rhamphodopsis
- Rhynchodus
- Tollodus